# EPASS-HELENA
EPASS-HELENA ist eine Planungs- und Beratungssoftware zur energetischen Bewertung von Gebäuden für Energieausweise, EnEV-Nachweise, Energieberatungen, Wirtschaftlichkeitsberechnungen, für Wohn- und Nichtwohngebäuden gem. Energieeinsparverordnung (EnEV), DIN V 18599, DIN 4108-6, DIN 4701-10/12, EN 832 und EN ISO 6946 für verbrauchs- und bedarfsorientierte Berechnungen.
Die Software wurde im Jahre 2001 in Kooperation mit der Universität Kassel, Gerd Hauser, dem Fraunhofer-Institut für Bauphysik Holzkirchen, Saint-Gobain ISOVER G+H AG und dem ebz süd entwickelt und trat damit die Nachfolge der bereits seit Anfang der 1980er Jahre von Gerd Hauser entwickelten Software EPASS (Version 1 bis 3) an, mit der bis dahin Berechnungen gem. Wärmeschutzverordnung (WsVO) möglich waren.
Das Programm gilt als Referenz-Implementierung und wurde schon bei der Konzeption der EnEV 2002 zu deren Validierung verwendet. Die Software ist im akademischen Umfeld und an Universitäten weit verbreitet. Für die Nutzung im Bereich Forschung- und Lehre, so wie für Studenten sind kostenlose Lizenzen erhältlich.
Der Hersteller ist an Forschungsprojekten zur Fortschreibung und Weiterentwicklung der zugrunde liegenden Normen beteiligt:
- Forschungsauftrag des Bundesamtes für Bauwesen und Raumordnung (BBR): DIN V 18599 für Wohngebäude
- Forschungsauftrag des Bundesamtes für Bauwesen und Raumordnung (BBR): Erweiterte Nutzungsrandbedingungen für Nichtwohngebäude gem. DIN V 18599 (Randbedingungen für neue Nutzungs-Profile)

Die Software ermöglicht mehrzonige Berechnung gem. EN 832 und DIN V 18599.
Bis zum Inkrafttreten der EnEV 2002 waren Berechnungen des baulichen Wärmeschutzes grundsätzlich noch auf einem Komplexitätsniveau angesiedelt, welches Handrechnungen möglich machte. Auch waren einfache Kalkulationen mit Excel Tabellen bis dahin sehr beliebt. Parallel zu EPASS-HELENA wurde ebenfalls von der Universität Kassel eine freie, excel-basierte Lösung entwickelt, die zwar weite Verbreitung fand, sich aber nicht durchsetzen konnte. Der komplexere Ansatz der EnEV ab 2002 unter Berücksichtigung der haustechnischen Installationen in Gebäuden nach DIN 4701 machte derartige Ansätze in der Regel unwirtschaftlich. Weiter kam hinzu, dass zunehmend freie Energieberatungen durchgeführt und öffentlich gefördert wurden (beispielsweise durch das Bundesamt für Wirtschaft und Ausfuhrkontrolle, BAFA) oder die KfW Bankengruppe (KfW) und immer öfter auch eine komplexe bauwirtschaftliche Analyse und der Vergleich einer Vielzahl möglicher Sanierungsvarianten für ein Gebäude nötig wurden. Das Programm integriert mit dem Druckmodul der Deutschen Energie-Agentur (dena) die Möglichkeit zum Erstellen des öffentlich-rechtlichen Energieausweises für Gebäude.
Die Software ist Vorreiter auf dem Gebiet der energetischen Gebäudeplanung. Mittlerweile gibt es eine Vielzahl weiterer Hersteller, die ähnliche Werkzeuge mit vergleichbarem oder teilweise sogar noch größerem Funktionsumfang anbieten oder in andere Planungssysteme (wie zum Beispiel TGA-Software) integrieren. Eine Untersuchung zum Vergleich verschiedener Software-Lösungen im Auftrag des Bundesamtes für Bauwesen und Raumordnung (BBR) wird gegenwärtig vom IAIB, Klaus Fehlauer, durchgeführt.